# Рудольф Реттберг
Рудольф Реттберг (нім. Rudolf Rettberg; 25 листопада 1916, Бремергафен — 28 жовтня 1981, Богота) — німецький офіцер, штурмбанфюрер СС. Кавалер Лицарського хреста Залізного хреста.

## Біографія
З 1 січня 1931 року — член Гітлер'югенду. 1 січня 1934 року вступив у СС (посвідчення № 164 586). 24 квітня 1935 року зарахований в 9-й штурм штандарту СС «Германія». 1 травня 1937 року вступив у НСДАП (квиток № 4 137 211). Закінчив юнкерське училище СС в Брауншвейгу (1938). Учасник Польської і Французької кампаній, а також Німецько-радянської війни.З 1943 року служив в 1-му кавалерійському полку СС. З липня 1944 року — командир 5-ї роти, з квітня 1945 року — 2-го батальйону 9-ї танкової дивізії СС «Гогенштауфен». Відзначився у боях в Нормандії. Після війни емігрував в Латинську Америку.

## Нагороди
- Залізний хрест 2-го і 1-го класу
- Німецький хрест в золоті (19 серпня 1944)
- Лицарський хрест Залізного хреста (6 травня 1945)